# Mashonarus guttatus
Mashonarus guttatus är en spindelart som beskrevs av Wesolowska, Cumming 2002. Mashonarus guttatus ingår i släktet Mashonarus och familjen hoppspindlar. Inga underarter finns listade i Catalogue of Life.